# The Lamb Lies Down on Broadway
The Lamb Lies Down on Broadway šesti je studijski dvostruki album britanskog sastava Genesis.

## Popis pjesama
Sve pjesme su napisali Tony Banks, Phil Collins, Peter Gabriel, Steve Hackett i Mike Rutherford, osim ako je drugačije navedeno.
Strana A
1. "The Lamb Lies Down on Broadway" – 4:55
2. "Fly on a Windshield" – 2:47
3. "Broadway Melody of 1974" – 2:11
4. "Cuckoo Cocoon" – 2:14
5. "In the Cage" – 8:15
6. "The Grand Parade of Lifeless Packaging" (Banks, Collins, Gabriel, Hackett, Rutherford, Brian Eno) – 2:45

Strana B
1. "Back in N.Y.C." (Banks, Gabriel, Rutherford) – 5:49
2. "Hairless Heart" (Hackett) – 2:13
3. "Counting Out Time" (Gabriel) – 3:45
4. "The Carpet Crawlers" – 5:16
5. "The Chamber of 32 Doors" – 5:44

Strana C
1. "Lilywhite Lilith" (Banks, Collins, Gabriel, Hackett, Rutherford, Anthony Phillips) – 2:40
2. "The Waiting Room" (Banks, Collins, Hackett, Rutherford, Eno) – 5:28
3. "Anyway" (Banks, Collins, Gabriel, Hackett, Rutherford, Phillips) – 3:18
4. "Here Comes the Supernatural Anaesthetist" (Gabriel, Hackett) – 2:50
5. "The Lamia" (Banks, Gabriel) – 6:57
6. "Silent Sorrow in Empty Boats" (Banks, Collins, Hackett, Rutherford) – 3:06

Strana D
1. "The Colony of Slippermen" – 8:14

a. The Arrival
b. A Visit to the Doktor
c. Raven
1. "Ravine" (Banks, Collins, Hackett, Rutherford) – 2:05
2. "The Light Dies Down on Broadway" (Banks, Collins, Hackett, Rutherford) – 3:32
3. "Riding the Scree" – 3:56
4. "In the Rapids" – 2:24
5. "it." – 4:58

## Izvođači
- Tony Banks – glasovir, klavijature
- Phil Collins - bubnjevi, udaraljke, vibrafon, prateći vokal
- Peter Gabriel – vokal, flauta, oboa
- Steve Hackett – gitara
- Mike Rutherford – bas-gitara, 12-žičana gitara